# Смертельний вимір (фільм, 1978)
"Смертельний вимір" (англ. Death Dimension, також відомий як англ. Death Dimensions, англ. Freeze Bomb, англ. Icy Death, англ. The Kill Factor та англ. Black Eliminator) - американський бойовик про бойові мистецтва категорії B режисера Ела Адамсона. В головних ролях Джим Келлі, Гарольд Саката, Джордж Лейзенбі, Террі Мур та Альдо Рей .

## Сюжет
Доктор Мейсон (Т.Е. Форман), який створив пристрій контролю погоди, дізнався, що його робота фінансується  кримінальним босом на призвисько "Свиня" (Гарольд Саката). Мейсон вбиває себе, після того, як дізнається, що "Свиня" планує використовувати пристрій для шантажу, а не для припинення посуху, як планував Мейсон.
Щоб запобігти потраплянню секретів приладу у руки "Свині", незадовго до смерті вчений імплантує мікрочип з даними про пристрій у лоб своєї помічниці Феліції (Патч Маккензі).
"Свиня" планує продати технологію пристрою, та починає полювання на Феліцію.
Начальник місцевої поліції капітан Галлахер (Джордж Лейзенбі) призначає мастра бойових мистецтв детектива Еша (Джим Келлі) для захисту Феліції.
Гангстери "Свині" вбивають дівчину Еша, однак детективу врешті вдається врятувати Феліцію.

## Виробництво
У рекламній кампанії, стрічка позиціонувалась, як "фільм, який хотів би подивитись Джеймс Бонд". У фільми зіграли актори з фільмів про Бонда: Джордж Лейзенбі грав агента 007 у стрічці "На секретній службі Її Величності" (1969), а Гарольд Саката зіграв помічника головного антагоніста на ім'я Одджоб у стрічці "Голдфінгер" (1964). Режисер Ел Адамсон також зняв інший фільм з Джимом Келлі - "Чорний самурай" (1977)

## Прийом
Creature Feature дали фільму одну із п’яти зірок, виявивши історію особливо слабкою. Moria Reviews дали фільму дві зірки, зазначивши, що елементи наукової фантастики у фільмі мінімальні, а назва має мало спільного з сюжетом. Видання назвало фильм одним з найкращих фільмів Ела Адамсона.  Film Critics United зазначили погану акторську гру, та рекомендували фільм лише фанатам Джима Келлі.  Letterbox DVD дали в фільму 2,8 із 5 зірок. 

## Домашнє відео
Фільм вийшов на DVD у 2003 році.  Також фільм представлений як частина бокс-сету фільмів Ела Адамсона 